# Bray Head
Bray Head (en irlandés: Ceann Bhré) es una montaña localizada al norte del condado de Wicklow, Irlanda, entre las poblaciones de Bray y Greystones. Forma parte de los Montes Wicklow y es popular entre los senderistas. Su altitud máxima es de 243 metros. 
En la cima de la montaña hay una cruz de hormigón la cual fue emplazada allí en 1950 durante el año Jubileo. Todos los Viernes Santos, cientos de ciudadanos escalan hasta la cima en una procesión marcando las estaciones del vía crucis, siendo la última estación la cruz que se halla en la cima.
En la cara norte de la montaña también se encuentra la iglesia de Raheen-a-Cluig que data del siglo XII o XIII. Está catalogada como monumento nacional y se encuentra situada junto a Raheen Park. La montaña y sus alrededores fueron designados con la protección de Special Amenity Area Order en marzo de 2008.
La manera más directa de acceder a la cima y a la cruz (alrededor de 190 m sobre el nivel del mar) es accediendo a los caminos de senderismo que comienzan al final del paseo marítimo o explanada de Bray (Bray Esplanade). La ascensión hasta la cima suele tomar unos 30 min. Otra ruta más fácil parte del Bray Golf Club. También es posible acceder a la montaña desde la cara que da a la cercana localidad de Greystones, tomando el sendero en dirección hacia Bray.
La línea de ferrocarril Dublín-Wicklow pasa por la ladera de la montaña, junto a la costa, dada la cercanía de la estación de Bray Daly.

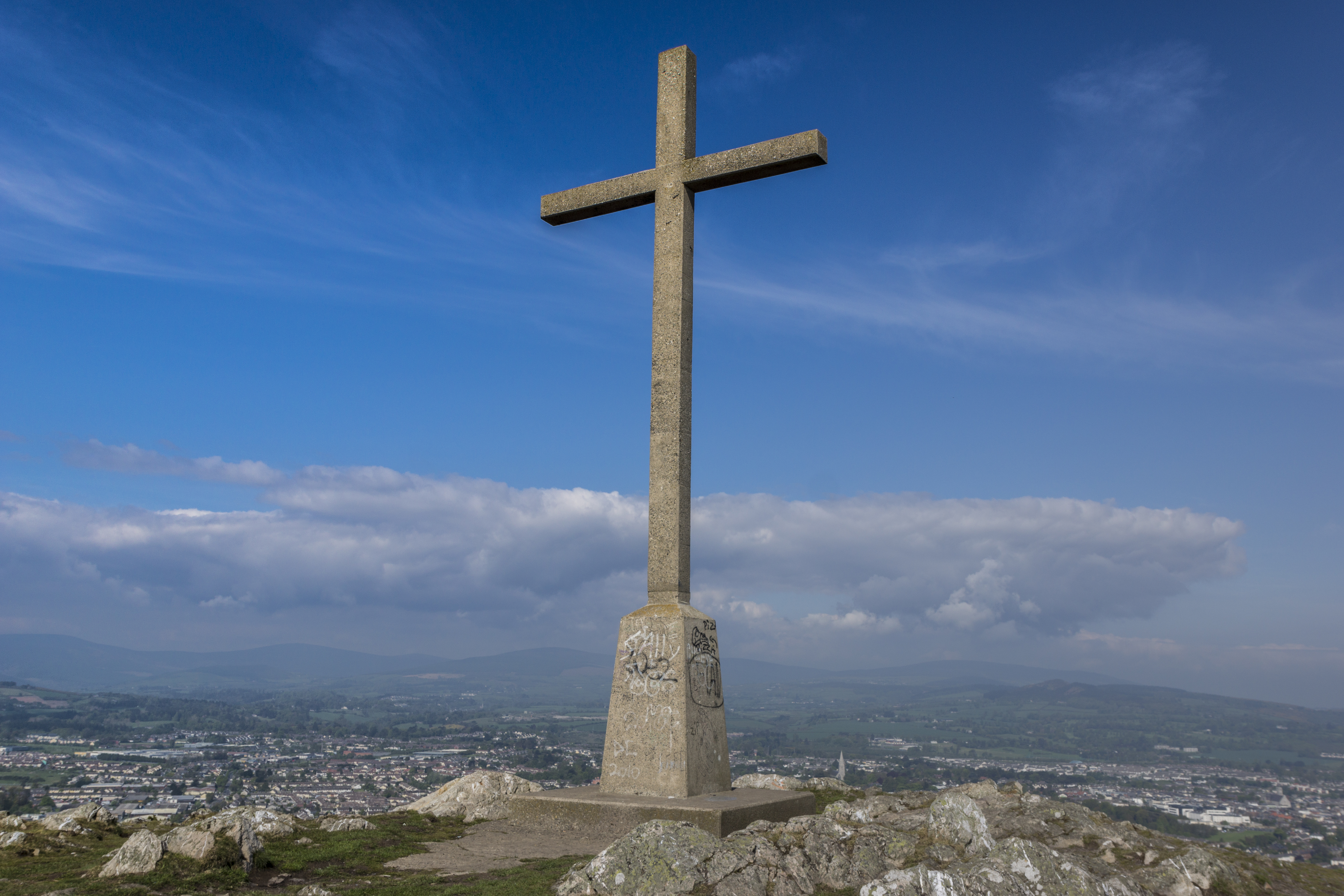
Cruz en la cima de Bray Head.
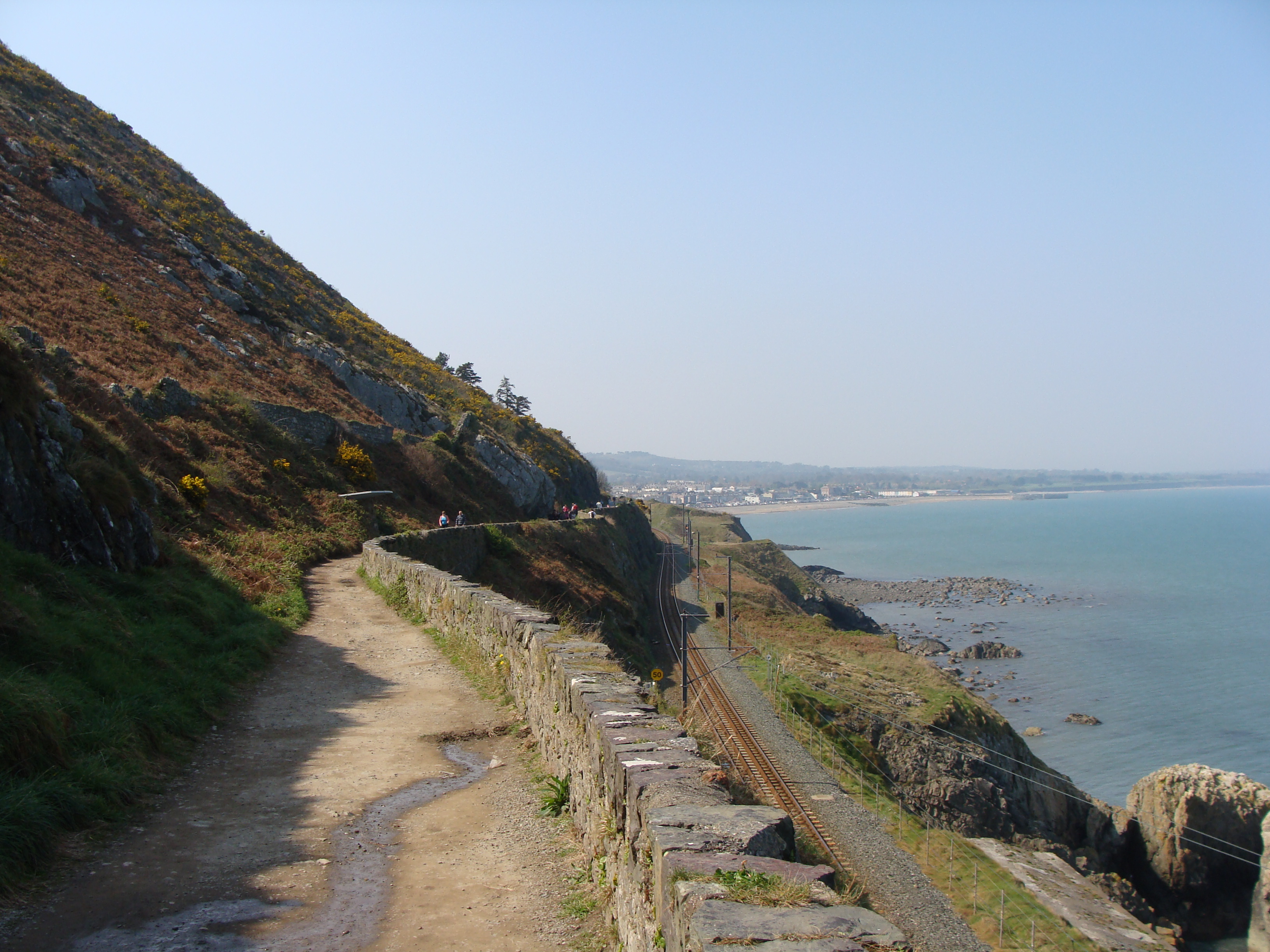
Camino de Bray a Greystones por la montaña.
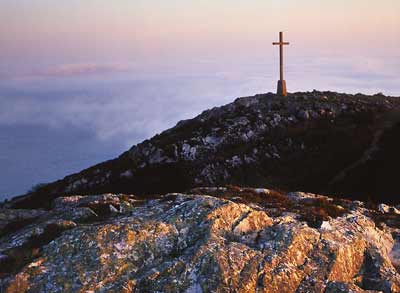
La cruz en la cima de Bray Head.
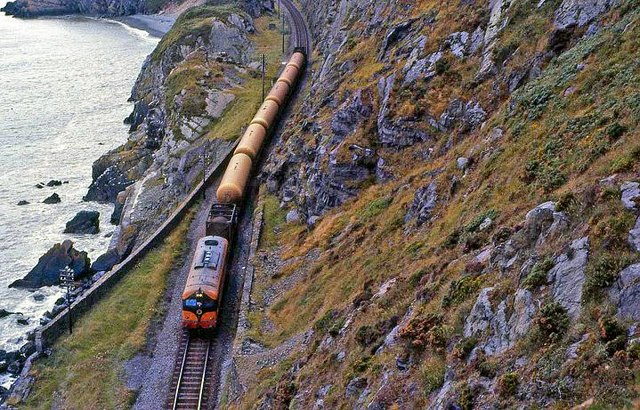
El tren a su paso por Bray Head.